# Hendrik Cornelis van den Honert

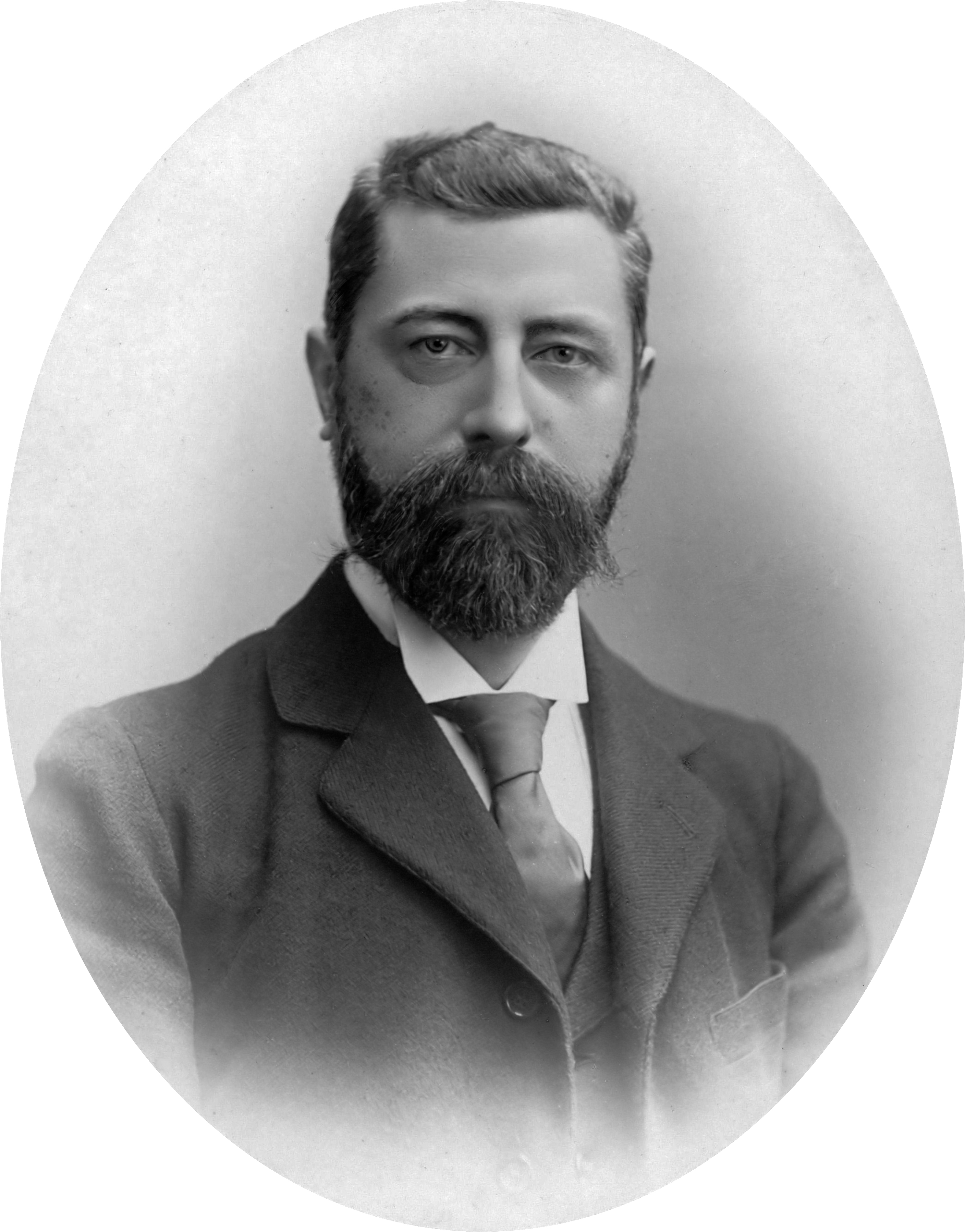
Hendrik Cornelis van den Honert

Hendrik Cornelis van den Honert, (Amsterdam, 14 maart 1854 - Amsterdam, 1 januari 1916) was directeur van de Deli Maatschappij.
Hendrik was de zoon van Derk Jacob van den Honert en Magdalena Christina Muller. 
In 1875 vertrok hij naar Nederlands-Indië, waar hij administrateur was van de Deli Maatschappij. 
Op 12 april 1884 trouwde hij te Medan met Maria Catharina (Cateau) van Nauta Lemke, dochter van een lid van de magistratuur. 
In 1892 keerden zij definitief naar Nederland terug. Op 9 mei 1899 werd in Baarn Magdalena Christina van den Honert geboren, hun enige kind. In 1898 volgde hij Peter Wilhelm Janssen op als directeur van de Deli Maatschappij. Hij zou directeur blijven tot zijn dood in 1916. 
H.C. van den Honert was ridder in de Orde van de Nederlandse Leeuw. Hij was een van de krachten achter de oprichting van het Koloniaal Instituut (Tropeninstituut) te Amsterdam.

## Financier
In 1899 schonk hij ƒ 170.000 voor de oprichting van een opleidingsinstituut voor inlandse artsen te Medan. Hij steunde in 1913 de bouw van het eerste Nederlandse stenen stadion, het Amsterdamsche Sportpark aan de Amstelveenseweg 263, tegenover het huidige Olympisch Stadion. Ook was Van den Honert in 1895 mede-oprichter van de N.V. Bouwonderneming 'Jordaan'. Het financieel steunen van projecten deed Van den Honert vaak samen met Peter Wilhelm Janssen.
Hij werd op 5 januari 1916 begraven op de Oude begraafplaats aan de Berkenlaan te Baarn. 